# Fridericia viscida
Fridericia viscida là một loài thực vật có hoa trong họ Chùm ớt. Loài này được (Donn.Sm.) L.G.Lohmann mô tả khoa học đầu tiên năm 2010.